# Tomás de Morla y Pacheco
Tomás de Morla y Pacheco (Jerez de la Frontera, 9 de julio de 1747-Madrid, 6 de diciembre de 1811) fue un militar español.
Hijo de Tomás Bruno Morla y María López Pacheco de Saavedra y Valle. Durante su infancia cursó estudios en el Colegio de los Dominicos en Jerez. Siguiendo la tradición militar de su familia, en 1764 ingresó en la Academia de Artillería de Segovia, ⁣donde se distinguió en todas las artes militares, obteniendo el grado de subteniente en 1765.

## Carrera militar
En 1780, fue teniente de artillería y participó en la campaña de Gibraltar, distinguiéndose como militar de prestigio y reconocido valor. Formó parte de los dos grandes intentos de conquistar la plaza, comandando la batería flotante "Talla Piedra" y dirigiendo una galería de minas construidas a pie de Peñón llamada la Cueva de Levante. Tomás Morla resultó gravemente herido. Tras recuperarse de sus heridas regresó al Real Colegio de Artillería de Segovia y se reintegró a la tarea docente. Como profesor de táctica completó y amplió los trabajos de Vicente de los Ríos con importantes estudios sobre artillería, fortificaciones, pólvora y metalurgia, que quedan reflejados en su magnífico Tratado de Artillería para uso de la Academia de Caballeros Cadetes del Real Cuerpo de Artillería. Después  fue comisionado junto a Guillelmi para estudiar diversos colegios militares de Europa y conocer así los adelantos de la época.
Tomás participó en la campaña del Rosellón contra los franceses en 1792; se incorporó como Cuarto Maestre General al ejército del Rosellón, distinguiéndose en una primera etapa, donde sus consejos dieron brillantes resultados. En una segunda fase, estos fueron despreciados y el resultado fue desastroso. Dos años después publicó una obra con el nombre de dicha campaña, en la que daba cuenta de las técnicas de artillería empleadas.
Acabada la guerra pasó por distintas comisiones hasta ser elegido para formar parte de un grupo de generales encargados de reorganizar el ejército.
En 1800 fue nombrado gobernador de Cádiz y capitán general de Andalucía.
En 1808, fue el principal acusado de la conspiración contra el Teniente General Francisco María Solano Ortiz de Rozas, gobernador de la ciudad de Cádiz y Capitán General de Andalucía. Ante la amenaza del ejército francés, creó el cuerpo de Voluntarios Honrados de Cádiz, que infligiría la mayor derrota sufrida por los galos en la batalla de Bailén. En junio de 1808 publicó con su firma el bando que había redactado el gobernador de Cádiz Francisco María Solano, diez días después de ser éste asesinado por la turba el día 29 mayo, obligó a la escuadra francesa, que se hallaba delante de Cádiz, a rendirse a los españoles gracias al Almirante Juan Ruiz de Apodaca en la batalla de la Poza de Santa Isabel. Napoleón, iracundo por esta derrota, amenazó en diciembre de este mismo año con arrasar Madrid. Ante las intenciones del francés, la Junta de Defensa cesó el fuego y envió a Morla a parlamentar. Morla llegó a la capital manifestando la imposibilidad de la defensa a pesar del furor patriótico. Preparó la resistencia con la intención de obtener ventaja en las capitulaciones y evitar un triunfo violento del enemigo.
Comenzada la contienda y ante la inutilidad de la defensa, se dirigió al campo enemigo para entablar una capitulación. Napoleón recibió a Morla de mala manera, probablemente con rencor por las derrotas infligidas en Cádiz y Bailén. Morla se entregó como prisionero de guerra y, ante la amenaza de pasar por las armas a todas las tropas, si no deponían las armas, la inutilidad de su defensa y arrancar una honrosa capitulación, se rindió. Entró al servicio del rey José Bonaparte. Pese a ello, se opuso al general Dupont, queda constancia de ello en varias cartas. En contestaciones que Morla dio en respuesta a las órdenes de Du Pont desde Lebrija (Sevilla) el 10 de agosto de 1808 y otra con motivo de las destituciones del cabildo de Cádiz.
Morla en España fue tachado de cobarde y traidor por sus detractores. Un mes más tarde, fue destituido y se retiraron todos sus honores, y perdió sus empleos con la llegada de Fernando VII.
Algunos autores contemporáneos consideraban que Morla capituló cuando las tropas españolas que debían socorrer a Madrid tenían ya sus avanzadas en la capital, justificando el “afrancesamiento” del que se acusaba a Morla. Nada más lejos de la realidad, como demostró el Manifiesto de las operaciones del ejército del centro, impreso en Sevilla por general en Jefe en 1809 y que demostraba que aquella ayuda no podía auxiliar a Madrid.
Morla se retiró de la actividad pública, muriendo olvidado en Madrid entre 1812-1820.
De las muchas condecoraciones que recibió cabe destacar la Orden de Santiago, la Gran cruz de Carlos III y la encomienda del Campo de Criptana.

## Divulgación y trabajos científicos
En 1780, después de resultar herido en el intento de reconquista de Gibraltar, fue comisionado para estudiar en diversos colegios militares de Europa y conocer así los adelantos de la época, siendo numerosos los comunicados y trabajos remitidos a nuestro país, fruto de los conocimientos adquiridos. Desde 1787 a 1791, viajó a Francia, Inglaterra, Irlanda, Holanda, Bohemia, Sajonia, Prusia y Austria. Como resultado de sus informes, redactó Noticias sobre la constitución militar prusiana (Berlín en 1790). Su obra más famosa y completa es el Tratado de Artillería. Esta fue originalmente encomendada a Vicente de los Ríos, pero poco pudo hacer por fallecer al poco tiempo. Libro que tuvo fama en toda Europa en el siglo XIX y fue traducido a varios idiomas. Es un compendio de todos los aspectos de la temática, la fabricación de cañones, pólvora, logística y táctica militar. Entrando en cada uno de ellos en profundidad, tanto en los aspectos químicos, físicos, metalúrgicos o matemáticos con todo el conocimiento del que disponían en aquella época. De la fabricación de pólvora, dedicó otros tratados aún más extensos en el Arte de fabricar pólvora que dividió en tres libros: I, De la recolección del salitre. II, Del reconocimiento del salitre, su afino y preparación. III, De la fábrica de la pólvora.
Otras obras conocidas suyas aparecen en la siguiente bibliografía.